# قرنبى عقدي
قرنبى عقدي (الاسم العلمي:Cerambyx nodulosus) هو نوع من الحشرات يتبع جنس القرنبى من فصيلة الخنافس الطويلة القرون.